# Emberá-Baudó
 Gli Emberá-Baudó (o anche Baudó) sono un gruppo etnico della Colombia, con una popolazione stimata di circa 5000 persone. Questo gruppo etnico è per la maggior parte di fede animista e parla la lingua Embera-baudo (codice ISO 639: BDC).
Vivono nei pressi del fiume Baudó e sulle coste del Pacifico tra Cabo Corrientes e il fiume San Juan, al contatto con gli Embera del Nord.